# 白新木薑子
白新木薑子（学名：Neolitsea sericea）为樟科新木薑子屬下的一个种。

## 扩展阅读
- 維基物種上的相關：白新木薑子